# Аргаон
Аргаон — деревня в округе Ратнагири штата Махараштра, Индия. Округ расположен на побережье Аравийского моря. Аргаон находится в предгорьях гор Сахьядри.
Численность населения Адгаона небольшая, потому что большинство его жителей мигрировали в Мумбаи, главный экономический центр Индии. Однако из-за привязанности к родному краю многие возвращаются каждое лето, а также во время фестиваля Холи.

## История
Деревня Аргаон (в то время известная также как Аргаум) была местом битвы во время второй англо-маратхской войны в 1803 году между британскими войсками под командованием Артура Уэлсли и армией маратхов. Битва окончилась решительной победой британцев. В сражении погибло около 5 тыс. маратхов и всего 361 британец. Эта битва, а также сражение при Асаи и осада Гавилгхура привели к тому, что империи маратхов пришлось подписать Сурджи-Анджангаонский договор.

## Экономика
Основой экономики области являются сельское хозяйство и садоводство. В этом регионе выращивают манго сорта Альфонсо и орехи кешью. Также в больших количествах выращивается качественное[стиль] тиковое дерево.
В селе есть три начальные школы. Для учёбы в средней школе дети должны проехать около шести километров до соседней деревни. Обучение ведется на языке маратхи. В основном здесь говорят на маратхи, хотя некоторые понимают хинди и английский. Электричество, телефоны и водопроводная питьевая вода — то немногое, что появилось в деревне за последние 10-15 лет. Есть несколько продуктовых магазинов.

## Религия
Как и в любой типичной индийской деревне, у этой есть богини: Дев Кедалинг и Дев Гангешвар, Витал Рухмай, Хануман Мандир, Ганпати Мандир, Рам Мандир, Ветал Мандир. Жители деревни ритуально советуются с божеством Дев Кедалинг по всем основным вопросам. Основными праздниками являются Ганапати Утсав, Дахикала, Холи или Шимга, Наваратри, Дивали, Шиваратри; самый большой из них Ганапати Утсав. Люди посещают родную деревню во время праздника Ганапати. Другой крупный фестиваль — Холи, больше известный как Шимга.